# Jugoslavensko rukometno prvenstvo za žene 1953.
Prvo rukometno prvenstvo Jugoslavije za žene, održano 1953. godine je osvojila ekipa Mirko Kljajić iz Nove Gradiške.

## Ljestvica završnice
Završnici prvenstva, u koju su se plasirale četiri ekipe su prethodila podsavezna i republička natjecanja.
| poz | klub                        | ut | pob | rem | por | g+ | g- | bod |
| --- | --------------------------- | -- | --- | --- | --- | -- | -- | --- |
| 1.  | Mirko Kljajić Nova Gradiška | 3  | 3   | 0   | 0   | 32 | 17 | 6   |
| 2.  | Crvena zvezda Beograd       | 3  | 2   | 0   | 1   | 17 | 24 | 4   |
| 3.  | Lokomotiva Zagreb           | 3  | 1   | 0   | 2   | 25 | 22 | 2   |
| 4.  | Svoboda Ljubljana           | 3  | 0   | 0   | 3   | 19 | 30 | 0   |

## Republička prvenstva

### Prvenstvo Hrvatske
Republički turnir održan u Novoj Gradiški uz sudjelovanje četiri ekipe.
| mj | klub                          | ut | pob | ner | por | golovi | bod |
| -- | ----------------------------- | -- | --- | --- | --- | ------ | --- |
| 1. | Mirko Kljajić (Nova Gradiška) | 3  | 2   | 1   | 0   | 24:15  | 5   |
| 2. | Lokomotiva Virovitica         | 3  | 2   | 0   | 1   | 29:16  | 4   |
| 3. | Lokomotiva Zagreb             | 3  | 1   | 1   | 1   | 20:17  | 3   |
| 4. | Slaven (Borovo - Vukovar)     | 3  | 0   | 0   | 3   | 10:35  | 0   |